# Volley 2002 Forlì 2002-2003
Questa voce raccoglie le informazioni riguardanti il Volley 2002 Forlì nelle competizioni ufficiali della stagione 2002-2003.

## Organigramma societario
Area direttiva
- Presidente: Giuseppe Camorani

Area tecnica
- Allenatore: Pietro Mazzi (fino al 9 novembre 2002), Luciano Pedullà (dal 10 novembre 2002)
- Allenatore in seconda: Stefano Mascetti (fino al 9 novembre 2002), Andrea Bazzocchi (dal 10 novembre 2002)

Area sanitaria
- Medico: Morena Contri
- Fisioterapista: Michele Bianchi

## Rosa
| N° | Nome                | Ruolo | Data di nascita   | Nazionalità sportiva |
| -- | ------------------- | ----- | ----------------- | -------------------- |
| 3  | Daria Parenti       | C     | 17 aprile 1977    | Italia               |
| 4  | Tania Poli          | S     | 15 ottobre 1978   | Italia               |
| 5  | Teodora Bečeva      | S     | 19 marzo 1971     | Bulgaria             |
| 6  | Monique Adams       | S     | 7 febbraio 1970   | Stati Uniti          |
| 7  | Angelica Ljungquist | S     | 20 dicembre 1974  | Svezia               |
| 7  | Rachele Sangiuliano | P     | 23 giugno 1981    | Italia               |
| 8  | Simona Rinieri      | S     | 1º settembre 1977 | Italia               |
| 9  | Elisa Galastri      | C     | 21 agosto 1978    | Italia               |
| 11 | Cristina Cremonesi  | P     | 2 aprile 1974     | Italia               |
| 12 | Sun Li Qun          | C     | 16 ottobre 1970   | Cina                 |
| 13 | Ramona Puerari      | L     | 7 aprile 1983     | Italia               |
| 14 | Elisa Cella         | S     | 4 giugno 1982     | Italia               |